# Mathias Vergels
Mathias Vergels (Ukkel, 24 april 1992) is een Belgische acteur en zanger. Hij volgde de opleiding Woord/Drama aan de Kunsthumaniora, eerst in Lier, later in Antwerpen.

## Biografie
Vergels werd bekend door zijn rollen als Gino in de film Noordzee, Texas en slagerszoon Briek in Allez, Eddy! Eerder had hij kleinere rollen in de film Bo en in de televisieserie Aspe. Sinds 7 december 2012 speelt hij de rol van Lowie Bomans in de soap Thuis. In het theater speelde hij de hoofdrol Wolf in Wolf en Hond, een stuk voor kinderen van Johnny De Meyer. In 2010 won dit stuk de Kinderjuryprijs van het festival Spekken. In 2023 toerde hij met de voorstelling Het komt voor in de beste families, een muzikaal theaterstuk waarmee hij in samenwerking met 'Te Gek!?' de taboesfeer rond mentale gezondheid probeerde te doorbreken. Een jaar later ontving hij de Ups & Downs-prijs voor de openheid waarmee hij in de media over zijn bipolariteit sprak. Mathias Vergels bekroond voor openheid over bipolariteit: "Bewonderenswaardig hoe hij omgaat met zijn psychische kwetsbaarheid", VRT, 15 oktober 2024
Behalve met acteren houdt Vergels zich bezig met muziek, met name zang, gitaar en drums. Zo speelde hij in de punkband Zero Grace en toerde hij met zijn band The Village in het genre singer-songwriter door heel België. Vanaf 2017 brengt Vergels onder zijn eigen naam Nederlandstalige muziek uit. Met singles als Margherita (2017), Helena (2019) en 1 keer voor altijd (2019) scoorde hij grote hits in de Vlaamse Top 50. Op 18 januari 2020 verscheen zijn debuutplaat Waar Is Mathi? op het HKM-label van Hans Kusters, de ontdekker van onder meer Clouseau. In de zomer van 2019 won Vergels de trofee van Beste Soloartiest tijdens de uitreiking van Radio 2 Zomerhit.

### Persoonlijk
Vergels is in 2020 gescheiden van zijn vrouw Julie Houtman na een relatie van vijf jaar en heeft een zoon. Sinds 2021 heeft hij een relatie met actrice Lynn Van den Broeck; die ook in Thuis speelt.

## Discografie

### Albums
| Album met hitnotering(en) in de Vlaamse Ultratop 200 albums | Datum van verschijnen | Datum van binnenkomst | Hoogste positie | Aantal weken | Opmerkingen |
| ----------------------------------------------------------- | --------------------- | --------------------- | --------------- | ------------ | ----------- |
| Waar is Mathi?                                              | 2020                  | 25-01-2020            | 27              | 4            |             |

### Singles
| Single met hitnotering(en) in de Vlaamse Ultratop 50 | Datum van verschijnen | Datum van binnenkomst | Hoogste positie | Aantal weken | Opmerkingen                 |
| ---------------------------------------------------- | --------------------- | --------------------- | --------------- | ------------ | --------------------------- |
| Margherita                                           | 2017                  | 18-03-2017            | tip23           | -            | Nr. 16 in de Vlaamse Top 50 |
| Hotel Mama                                           | 2017                  | 03-06-2017            | tip             | -            | Nr. 44 in de Vlaamse Top 50 |
| Wij alleen                                           | 2019                  | 26-01-2019            | tip17           | -            | Nr. 9 in de Vlaamse Top 50  |
| Helena                                               | 2019                  | 11-05-2019            | tip2            | -            | Nr. 2 in de Vlaamse Top 50  |
| 1 keer voor altijd                                   | 2019                  | 21-12-2019            | 33              | 3            | Nr. 3 in de Vlaamse Top 50  |
| 2 (Zo mag het verdergaan)                            | 2020                  | 28-03-2020            | tip5            | -            | Nr. 7 in de Vlaamse Top 50  |
| Betere man                                           | 2020                  | 19-09-2020            | tip4            | -            | Nr. 6 in de Vlaamse Top 50  |
| Straatsteen                                          | 2021                  | 13-02-2021            | tip31           | -            | Nr. 21 in de Vlaamse Top 50 |

## Trivia
- Hij nam in 2022 deel aan The Masked Singer als Papegaai.
- In 2023 vertelde hij in een opvallende aflevering van Het Huis over zijn verleden.[5]                          * In 2024 toert hij met de voorstelling ‘la vie et l’amour’ samen met actrice Chris Lomme[6]